# Зюнгар (Ростовская область)
Зюнгар (также Зунгар, Зюнгарский) — исчезнувший хутор в Зимовниковском районе Ростовской области. Располагался на левом берегу реки Двойная (приток Куберле)

## История
Дата основания не установлена. Относился к юрту станицы Иловайской.
Согласно первой Всесоюзной переписи населения 1926 года население хутора Зюнгарский составило 313 человек, из них калмыков - 280, великороссов - 19. На момент переписи хутор входил в состав Кутейниковского сельсовета Зимовниковского района Сальского округа Северо-Кавказского края.
В 1930 году включён году хутор включён в состав Калмыцкого района Сальского округа (округ ликвидирован в 1930 году) Северо-Кавказского края (с 1934 года - Азово-Черноморского края, с 1937 года - Ростовской области).
В марте 1944 года калмыцкое население было депортировано, Калмыцкий район была упразднён, а хутор передан в состав Зимовниковского района Ростовской области.
После отмены ограничений по передвижению в 1956 году калмыцкое население, по всей видимости, не возвращалось.
Хутор исключён из учётных данных в 1963 году

## Население
Динамика численности населения
| 1926 |
| ---- |
| 313  |

## Известные уроженцы
- Илишкин, Иван Кузнецович (25.12.1908, хутор Зюнгар станицы Иловайской Сальского округа Области Войска Донского — 26.03.1983, Элиста, Калмыцкая АССР) — калмыцкий учёный, доктор филологических наук, первый директор Калмыцкого научно-исследовательского института языка, литературы и истории, заслуженный деятель науки Калмыцкой АССР.